# Philodendron mayoi
Philodendron mayoi är en kallaväxtart som beskrevs av Eduardo G. Gonçalves. Philodendron mayoi ingår i släktet Philodendron och familjen kallaväxter. Inga underarter finns listade.